# Nick Santora
Nick Santora (New York, 10 aprile 1967) è uno scrittore, sceneggiatore e produttore televisivo statunitense.

## Biografia
Nato e cresciuto nel Queens, si laurea in legge alla Columbia Law School nel 1996 e per circa sei anni lavora come avvocato, prima di abbandonare la professione per dedicarsi alla scrittura. Nel 2001 si trasferisce a Los Angeles con la sua famiglia per intraprendere la carriera di uno scrittore professionista. La sua prima sceneggiatura ha vinto un concorso al New York International Independent Film Festival.
Scrive la sua prima sceneggiatura televisiva per l'episodio Cinici idealisti della serie televisiva I Soprano. Successivamente ha scritto e/o prodotto episodi per serie televisive come The Guardian, Law & Order - I due volti della giustizia, Prison Break e Lie to Me. È stato inoltre produttore esecutivo del programma televisivo Beauty and the Geek, versione statunitense de La pupa e il secchione.
Per il cinema ha scritto e prodotto il film Una squadra molto speciale, con protagonista Ice Cube, e ha scritto la sceneggiatura di Punisher - Zona di guerra.
Nel 2011 ha creato e prodotto la serie televisiva I signori della fuga, andata in onda per due stagioni su A&E Network. Nel 2012 pubblica il suo primo romanzo, un thriller legale intitolato Slip & Fall e pubblicato in Italia con il titolo Gli insospettati. In seguito pubblica il suo secondo romanzo Fifteen Digits. Santora è anche autore di Sandstorm, una serie originale a fumetti creata per DC Comics.
Parallelamente alla sua attività di romanziere, continua il suo lavoro per la televisione, prima come sceneggiatore e co-produttore esecutivo di Vegas, poi come creatore, sceneggiatore e produttore esecutivo di Scorpion.

## Filmografia

### Sceneggiatore

#### Cinema
- Una squadra molto speciale (The Longshots), regia di Fred Durst (2008)
- Punisher - Zona di guerra (Punisher: War Zone), regia di Lexi Alexander (2008)
- Safety - Sempre al tuo fianco (Safety), regia di Reginald Hudlin (2020)
- Dog Gone - Lo straordinario viaggio di Gonker (Dog Gone), regia di Stephen Herek (2023)

#### Televisione
- I Soprano (The Sopranos), 1 episodio (2002)
- The Guardian, 9 episodi (2002-2004)
- Law & Order - I due volti della giustizia (Law & Order), 4 episodi (2004-2005)
- Prison Break, 17 episodi (2005-2009)
- Lie to Me, 2 episodi (2009-2010)
- I signori della fuga (Breakout Kings), 23 episodi (2011-2012)
- Vegas, 6 episodi (2012-2013)
- Hostages, 1 episodio (2013)
- Scorpion, 93 episodi (2014-2018)
- FBI, 1 episodio (2019)
- The Fugitive, 14 episodi (2020)
- Reacher, 16 episodi (2022-2024)
- FUBAR, 8 episodi (2023)